# 脱氢酶
脱氢酶（英語：Dehydrogenase）是一种以转移一个或多个氢化物（H-）到一个受体的形式氧化一个底物的酶，这些受体常为NAD+/NADP+或是一种黄素辅酶，例如黄素腺嘌呤二核苷酸或黄素单核苷酸。

## 例子
- 醛脱氢酶
- 乙醛脱氢酶
- 醇脱氢酶
- 谷氨酸脱氢酶（一个可以将谷氨酸转变为α-酮戊二酸的酶，反之亦然）。
- 乳酸脱氢酶
- 丙酮酸脱氢酶（一种向三羧酸循环提供原料的通用酶，它将丙酮酸转变为乙酰辅酶A）
- 葡萄糖-6-磷酸脱氢酶（涉及到戊糖磷酸途径）
- 甘油醛-3-磷酸脱氢酶（涉及到糖酵解）

三羧酸循环中的例子：
- 异柠檬酸脱氢酶
- α-酮戊二酸脱氢酶
- 琥珀酸脱氢酶
- 苹果酸脱氢酶